# Zoltán Melis
Zoltán Melis, född 11 september 1947 i Pestszenterzsébet, är en ungersk före detta roddare.
Melis blev olympisk silvermedaljör i fyra utan styrman vid sommarspelen 1968 i Mexico City.